# Crimes maquillés
Pour plus de détails, voir Fiche technique et Distribution.
Crimes maquillés (Beautiful Creatures) est un film britannique réalisé par Bill Eagles en 2000

## Synopsis
Dorothy découvre que son petit ami est violent ; elle décide de s'enfuir, mais le soir de son départ, tombe sur une scène de ménage entre Petula et Brian : elle empêche tout juste ce dernier de tuer Petula... mais c'est finalement lui qui meurt. que vont-elles faire avec ce cadavre sur les bras ? Dorothy essaie de faire croire à un enlèvement avec demande de rançon, mais c'est compter sans l'expérience de l'inspecteur de police chargé de l'affaire, oublier le petit ami de Dorothy, et la soif de vengeance du frère de Brian, Ronnie...

## Fiche technique
- Titre : Crimes maquillés
- Titre original : Beautiful Creatures
- Scénario : Simon Donald
- Musique : Murray Gold
- Photographie : James Welland
- Montage : Jon Gregory (en) et David Head
- Production : Simon Donald et Alan J. Wands
- Production : Arts Council of England, DNA Films, Snakeman Productions
- Pays :  Royaume-Uni
- Langue : anglais / allemand
- Genre : Comédie noire et thriller
- Durée : 86 min
- Couleur : Technicolor
- Aspect Ratio : 1.85 : 1
- Son : Dolby Digital
- Classification : USA : R (Violence, sexe, usage de drogue et grossièreté de langage).
- Lieu de tournage : Glasgow, Strathclyde, Écosse

## Distribution
- Susan Lynch : Dorothy
- Iain Glen : Tony
- Rachel Weisz : Petula
- Tom Mannion : Brian McMinn
- Maurice Roëves : Ronnie McMinn
- Pauline Lynch : Sheena
- Alex Norton : Inspecteur Hepburn
- Ron Donachie : scientifique de la police

## Nominations
- Nommé aux British Independent Film Awards  de 2001 en vue du titre de meilleure actrice (Best Actress) en faveur de Susan Lynch